# Amara pimalis
Amara pimalis är en skalbaggsart som beskrevs av Thomas Casey. Amara pimalis ingår i släktet Amara och familjen jordlöpare. Inga underarter finns listade i Catalogue of Life.